# Molophilus subhorridus
Molophilus subhorridus är en tvåvingeart som beskrevs av Alexander 1931. Molophilus subhorridus ingår i släktet Molophilus och familjen småharkrankar. Inga underarter finns listade i Catalogue of Life.